# Федеріко Чезі
Федеріко Цезі (італ. Federico Angelo Cesi, 26 лютого 1585 р. — 1 серпня 1630 р.) — італійський вчений, натураліст, засновник Національної академії деї Лінчеї (італ. Accademia Nazionale dei Lincei). Після смерті батька в 1630 році він на короткий проміжок часу став правителем Аккуаспарти.

## Біографія

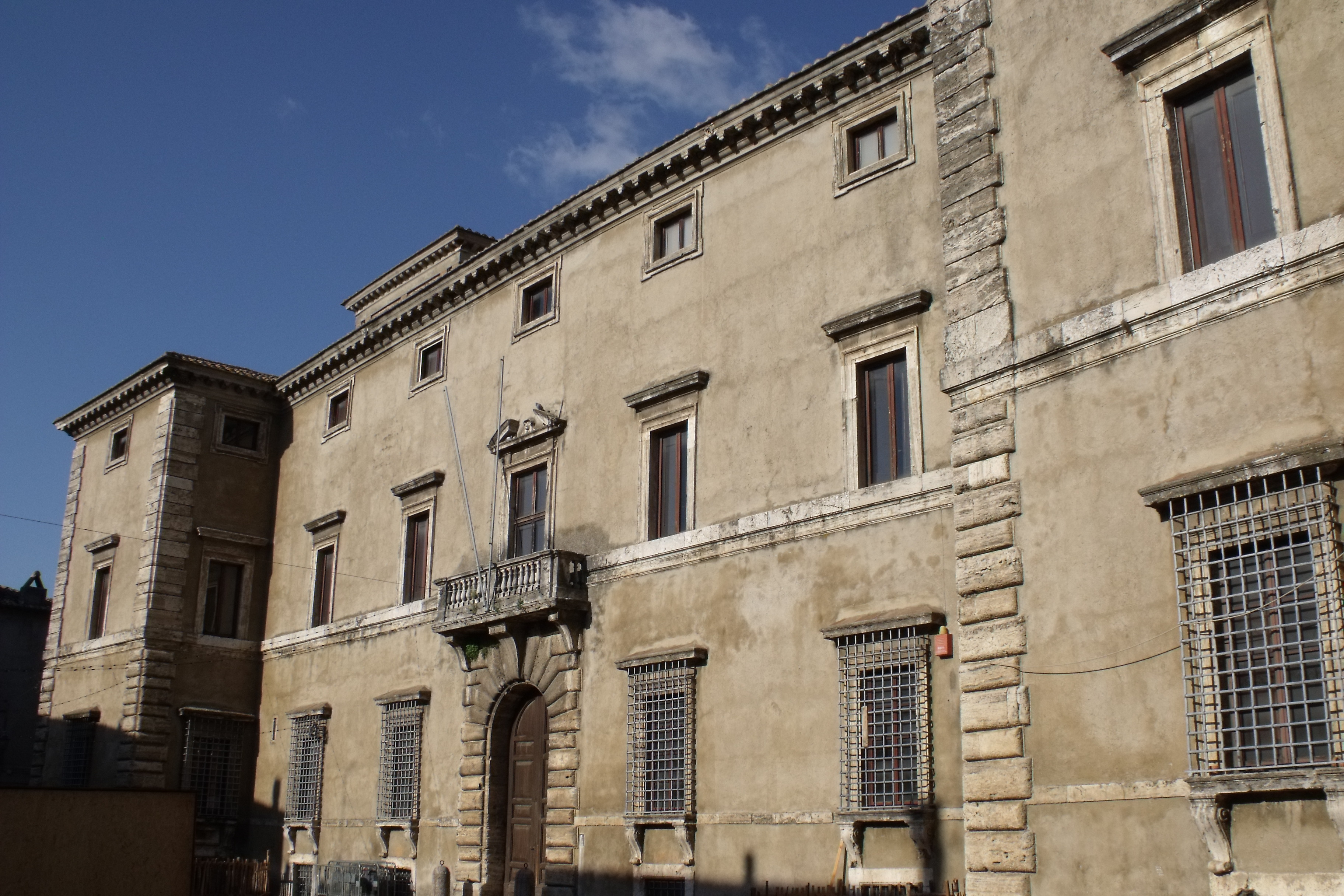
Аккуаспарта:

Федеріко Цезі народився в аристократичній родині, сильно пов'язаній з Римом та папською державою. Прізвище походить від назви Цезі, тепер частина італійської комуни Терні в однойменній провінції у регіоні Умбрія біля Риму. Сіи'я мала тісний зв'язок з Римо-Католицькою Церквою, його дядько Фредеріко Бартоломео Цезі був кардиналом церкви, і більша частина їхнього багатства виникла з цього зв'язку. Федеріко був першим з одинадцяти дітей і народився в Палаццо Цезі, на віа дель Машера д'Оро, у Римі, 26 лютого 1585 року. Його батьком був Федеріко, маркіз ді Монтечеллі (англ. marchese di Monticelli, 1562-1630), а матір'ю — Олімпія Орсіні (англ. Olimpia Orsini) з Тоді. У 1614 році Цезі одружився з Артемісією Колонна (англ. Artemisia Colonna), дочкою Франческо, князя Палестрини; через два роки вона померла. У 1616 році Федеріко знову одружився з Салвіаті Ізабеллою (англ. Salviati Isabella), дочкою маркіза Лоренцо. У 1618 році він переїхав до Аккуаспарти і прожив там до своєї смерті у віці сорока п'яти років.

## Академія деї Лінчеї
У 1603 році, у віці вісімнадцяти років, Цезі запросив трьох своїх трохи старших друзів, голландського лікаря Йоханнеса ван Хека (в Італії його звали «Джованні Еччіо») та двох колег-умбріан, математика Франческо Стеллеті з Фабріано та полімата Анастасіо де Філііса з Терні, щоб приєднатися до нього в заснуванні «Accademia dei Lincei» («Академії рисеоких»), спрямованої на вивчення всіх природничих наук методом дослідження на основі спостереження, експериментів та індуктивного методу. Їх метою було проникнути в таємниці природи, спостерігаючи її як на мікроскопічному, так і на макроскопічному рівні. Чотири чоловіки-засновники обрали назву «Лінчеї» (рись) з твору по алхімії Джеймбаттіста делла Порта «Magia Naturalis» (укр. «Натуральна магія»), яка мала за ілюстрацію на обкладинці фантастичного кота та слова « … з рисячими очима вивчаючи ті речі, які проявляються самі, щоб, спостерігаючи за ними, можна було ревно використовувати їх» (англ. "… with lynx like eyes, examining those things which manifest themselves, so that having observed them, he may zealously use them"). Цезі вибрав гостроту очей рисі та орла для символів академії. Девіз академії, обраний Цезі, був: «дбати про дрібні речі, якщо ви хочете отримати найбільші результати» (лат. minima cura si maxima vis).
Оскільки ті часи було несприятливі для проведення наукових досліджень (в 1578 році Свята Інквізиція закрила «Academia Secretorum Naturae») Джеймбаттіста делла Порта в Неаполі за підозрою в чаклунстві), то Академія деї Лінчеї мала важкий старт. Власний батько заборонив Федеріко Цезі асоціювати себе з іншими трьома чоловіками-членами Академії, підозрюючи їх в тому, що вони своєю діяльністю підривають його авторитет і намагаються відсторонити його сина від сімейних інтересів. Четверо «рисеоких» незабаром повернулися до своїх рідних міст і продовжували спілкуватися лише через переписку листами, взявши собі псевдоніми: так Цезі, їхній безстроковий президент, був Целіваго. Цезі їздив до Неаполя, де зустрів Джеймбаттіста делла Порта, котрому описав свою академію деї Лінчеї. Джеймбаттіст делла Порта заохотив Цесі продовжувати свої зусилля. Академія зуміла вижити завдяки фінансовим ресурсам Цесі, багатого дворянина та його дипломатичним навичкам в плаванні політикою Римської контрреформації. Чезі вдалося підняти статус академії деї Лінчеї, прийнявши до неї нових членів: в 1610 році п'ятим її членом став Джеймбаттіста делла Порта, а в 1611 році наступним, шостим «рисеоким» — Галілео Галілей. В листі Цезі до Галілея від 21 липня 1612 року вказані еліпси Кеплера.

## Інші внески
- Придумав назву "телескоп" для нового винаходу Галілео Галілея;
- Керував розкопками в Карсулаї[en].